# Herb Alpert

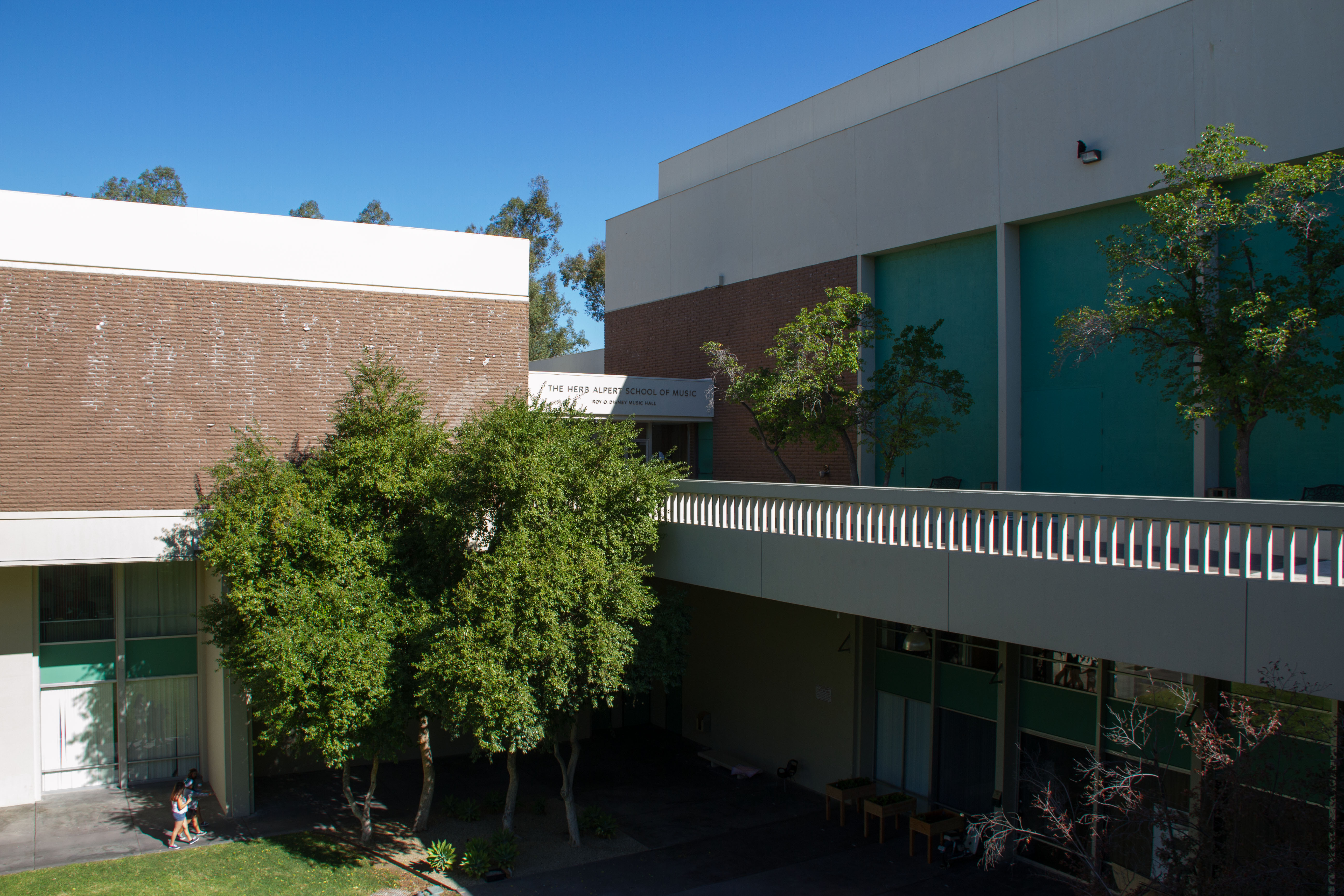
Herb Alpert School of Music vid California Institute of the Arts.

Herbert "Herb" Alpert, född 31 mars 1935 i Los Angeles, Kalifornien, är en amerikansk musiker som mest förknippas med gruppen Herb Alpert & Tijuana Brass, eller Herb Alpert & TJB. Han är trumpetare och orkesterledare och har haft många stora hits med sitt band Tijuana Brass. Hans välkända klassiker "Spanish Flea" tillsammans med andra hits i över 72 miljoner sålda exemplar gör honom till en av de mest framgångsrika artisterna genom tiderna. Idag håller Herb, utöver sitt trumpetande, även på med målande och skulpterande. Hans dotter driver en restaurang vid namn Vibrato Grill & Jazz där Herb brukar spela.
Tillsammans med Jerry Moss grundade han 1962 skivbolaget A&M Records (A:et står för Alpert). Det såldes 1989 till PolyGram.
Herb Alpert och Jerry Moss invaldes i Rock and Roll Hall of Fame  år 2006 ("Lifetime Achievement").
Låten "Magic Trumpet" med Herb Alpert & The Tijuana Brass var signaturmelodi för programmet Sveriges magasin under 1970-talet.

## Diskografi
Album
- 1962 – The Lonely Bull
- 1963 – Herb Alpert's Tijuana Brass, Vol. 2
- 1963 – Tijuana Brass Featuring Herb Alpert, Vol. 2
- 1964 – South of the Border
- 1965 – Whipped Cream & Other Delights
- 1965 – Going Places
- 1966 – What Now My Love
- 1966 – S.R.O.
- 1967 – Sounds Like
- 1967 – Herb Alpert's Ninth
- 1968 – Beat of the Brass
- 1968 – Christmas Album
- 1969 – Warm
- 1969 – The Brass Are Comin'
- 1971 – Summertime
- 1972 – Solid Brass
- 1974 – You Smile, the Song Begins
- 1975 – Coney Island
- 1976 – Just You and Me
- 1978 – Herb Alpert/Hugh Masekela
- 1979 – Rise
- 1980 – Beyond
- 1981 – Magic Man
- 1982 – Fandango
- 1983 – Blow Your Own Horn
- 1983 – Noche de Amor
- 1984 – Bullish
- 1985 – Wild Romance
- 1987 – Keep Your Eye on Me
- 1988 – Under a Spanish Moon
- 1989 – My Abstract Heart
- 1991 – North on South St.
- 1992 – Midnight Sun
- 1996 – Second Wind
- 1997 – Passion Dance
- 1999 – Colors
- 2015 – Come Fly With Me
- 2016 – Human Nature
- 2017 – Music Volume 1
- 2017 – The Christmas Wish
- 2018 – Music Volume 3: Herb Alpert Reimagines the Tijuana Brass
- 2019 – Over the Rainbow